# Ołeksandr Suchow
Ołeksandr Wiktorowycz Suchow, ukr. Олександр Вікторович Сухов, ros. Александр Викторович Сухов, Aleksandr Wiktorowicz Suchow (ur. 25 czerwca 1956, Ukraińska SRR) – ukraiński trener piłkarski.

## Kariera trenerska
W drugim meczu rundy wiosennej sezonu 2004/05 pełnił obowiązki głównego trenera Zirki Kirowohrad w przegranym 12 kwietnia 2005 roku spotkaniu z Tytanem Armiańsk (0:2).